# Distrito de San Juan de Bigote
El distrito de San Juan de Bigote es uno de los diez distritos que conforman la provincia de Morropón, ubicada en el departamento de Piura, bajo la administración del Gobierno regional de Piura, en el norte del Perú.
Limita al norte con el distrito de Yamango, al noroeste con el distrito de Buenos Aires, al oeste, sudoeste y al sur con el distrito de Salitral, al sudeste con el distrito de Canchaque de la provincia de Huancabamba; y al este y noreste nuevamente con el distrito de Yamango.
Desde el punto de vista de la jerarquía de la Iglesia católica, forma parte de la diócesis de Chulucanas.

## Historia
El distrito fue creado mediante Ley 24627 del 29 de diciembre de 1986, en el primer gobierno del Presidente Alan García Pérez.

## Geografía
Tiene una superficie de 245,21 km². Su capital es el pueblo de Bigote a 184 m s. n. m. con 2 302 habitantes y 685 viviendas.

## Organización territorial
Se encuentran diferentes caseríos y centros poblados del municipio: 
- Alan García Pérez
- Almendro
- Bado de Garzas
- Barrios Alto
- Barrios Bajo
- Bigote
- Campo Nuevo
- Cardal
- Cerro del Limonal
- Dotor
- El Cerro
- Faical
- Guayaquil
- Laguna del Toro
- La Pareja
- La Quemazón
- Limonal Alto
- Limonal Bajo
- Los Charanes
- Los Guayaquiles Bajos
- Los Huarapos
- Manzanares
- Miguel Pampa
- Miraflores
- Nuevo Porvenir
- Palo Negro
- Piquet
- San Fernando
- San Martín Alto
- San Martín Bajo
- San Rafael
- Santa Rosa
- Sinai
- Virgen del Carmen

## La Pareja

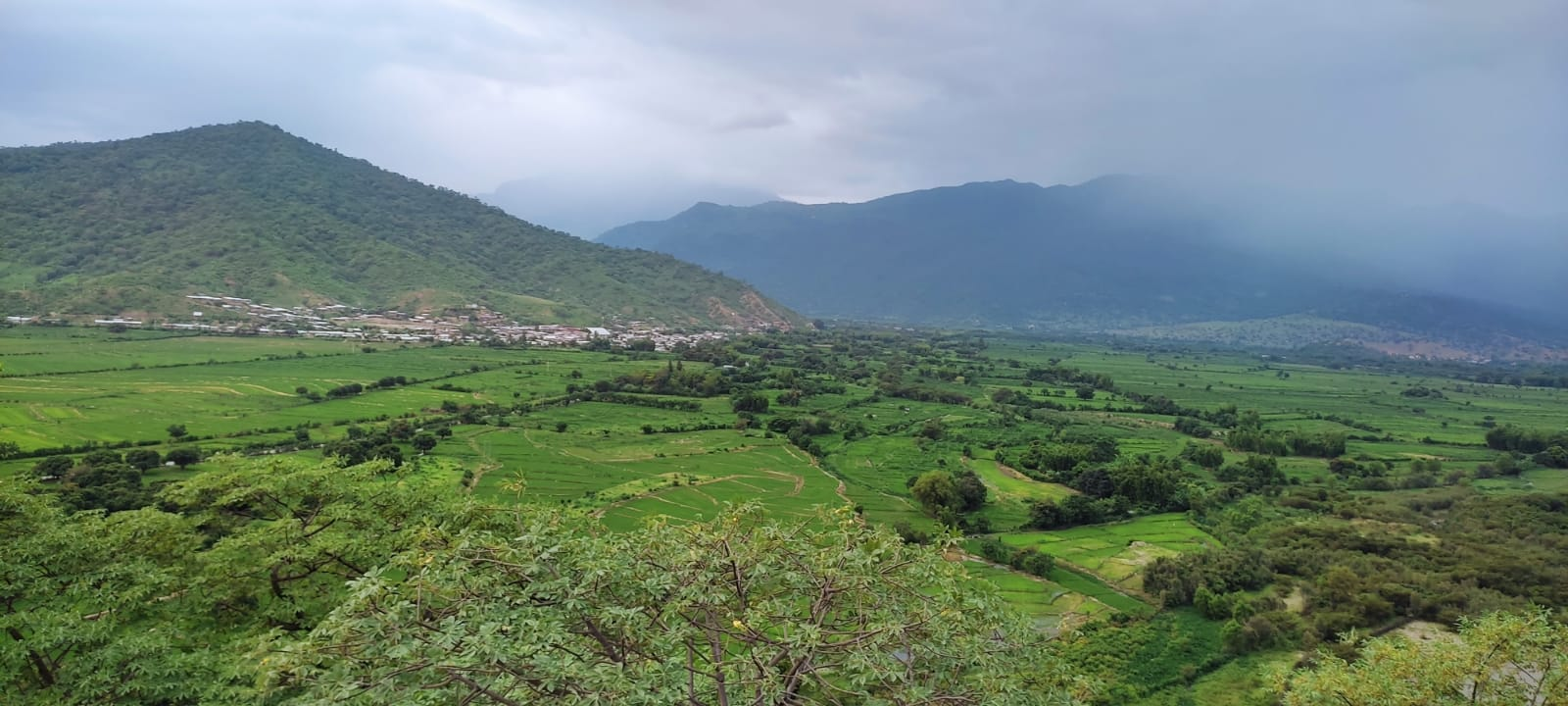
Vista panorámica de La Pareja

El Centro Poblado La Pareja es un lugar con una rica historia y una comunidad trabajadora y emprendedora. Esta se ubica unos kilómetros alejado del pueblo de Bigote, y cerca de los centros poblados de La Quemazón, Dotor y Barrios.

### Ubicación
La Pareja se encuentra dentro del distrito de San Juan de Bigote, en la provincia de Morropón, en la región de Piura. Es un lugar con una altitud de 227 metros sobre el nivel del mar y una latitud sur de 5° 18' 35.8" S y una longitud oeste de 79° 44' 12.6" W.

### Historia sobre su formación
El origen del nombre del pueblo de La Pareja se debe a que, en tiempos de los hacendados, una pareja de enamorados se estableció en las inmediaciones y empezó a habitar permanentemente en estas tierras.

### Actividades económicas y productivas

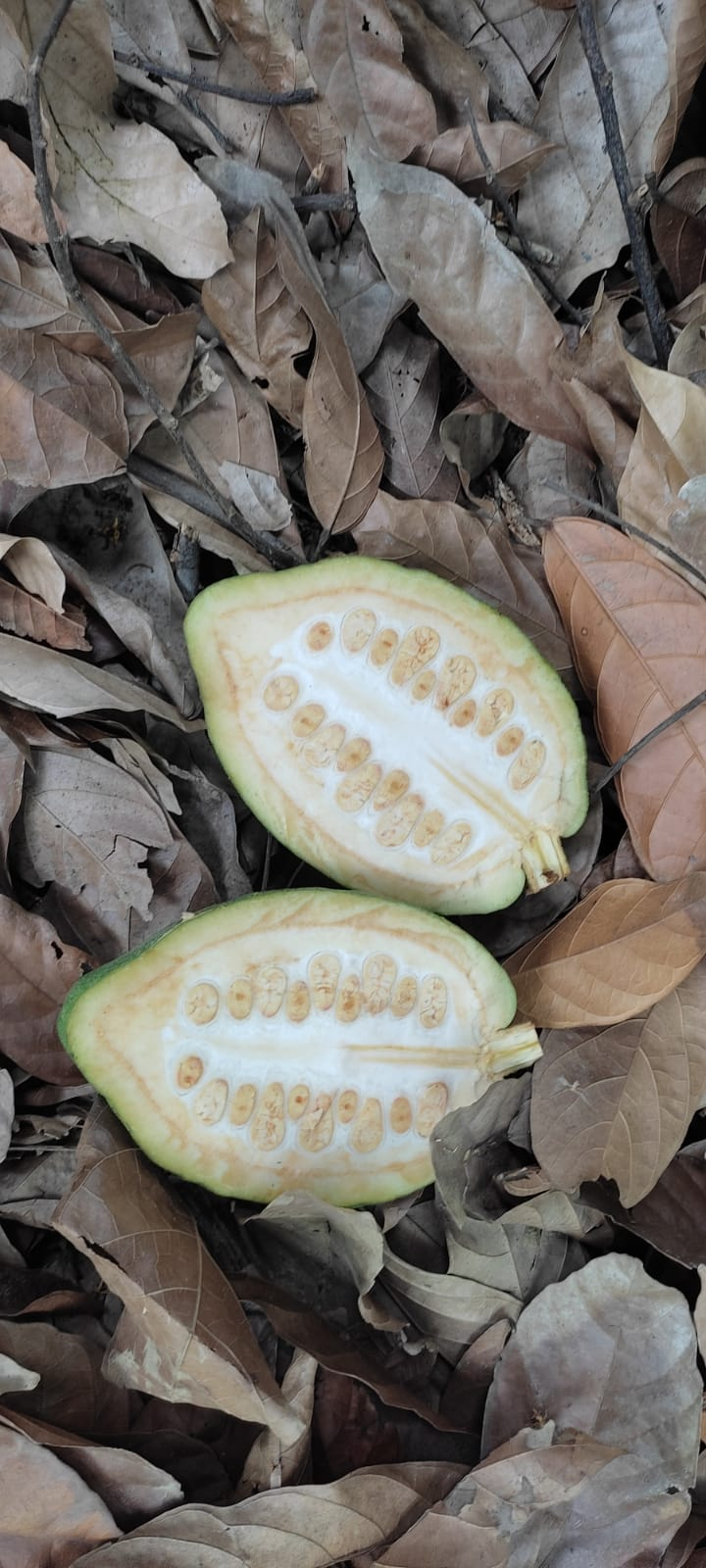
corte transversal a fruto de cacao Blanco Origen La Pareja

En La Pareja y sus alrededores se cultivan arroz, plátanos, naranjas, toronjas, limones, maracuyás, paltas y, sobre todo, cacao blanco nativo piurano. Las familias productoras tienen plantaciones de más de 100 años de antigüedad, lo que preserva la genética de los cacaos antiguos. El cacao blanco es muy demandado a nivel mundial por sus cualidades para elaborar chocolates finos, con alto contenido de cacao debido a que es un cacao menos amargo, y muy agradable al paladar. En catación de sabores, sus notas cítricas y afrutadas con matices a frutos secos se pueden distinguir

### El río de la Pareja

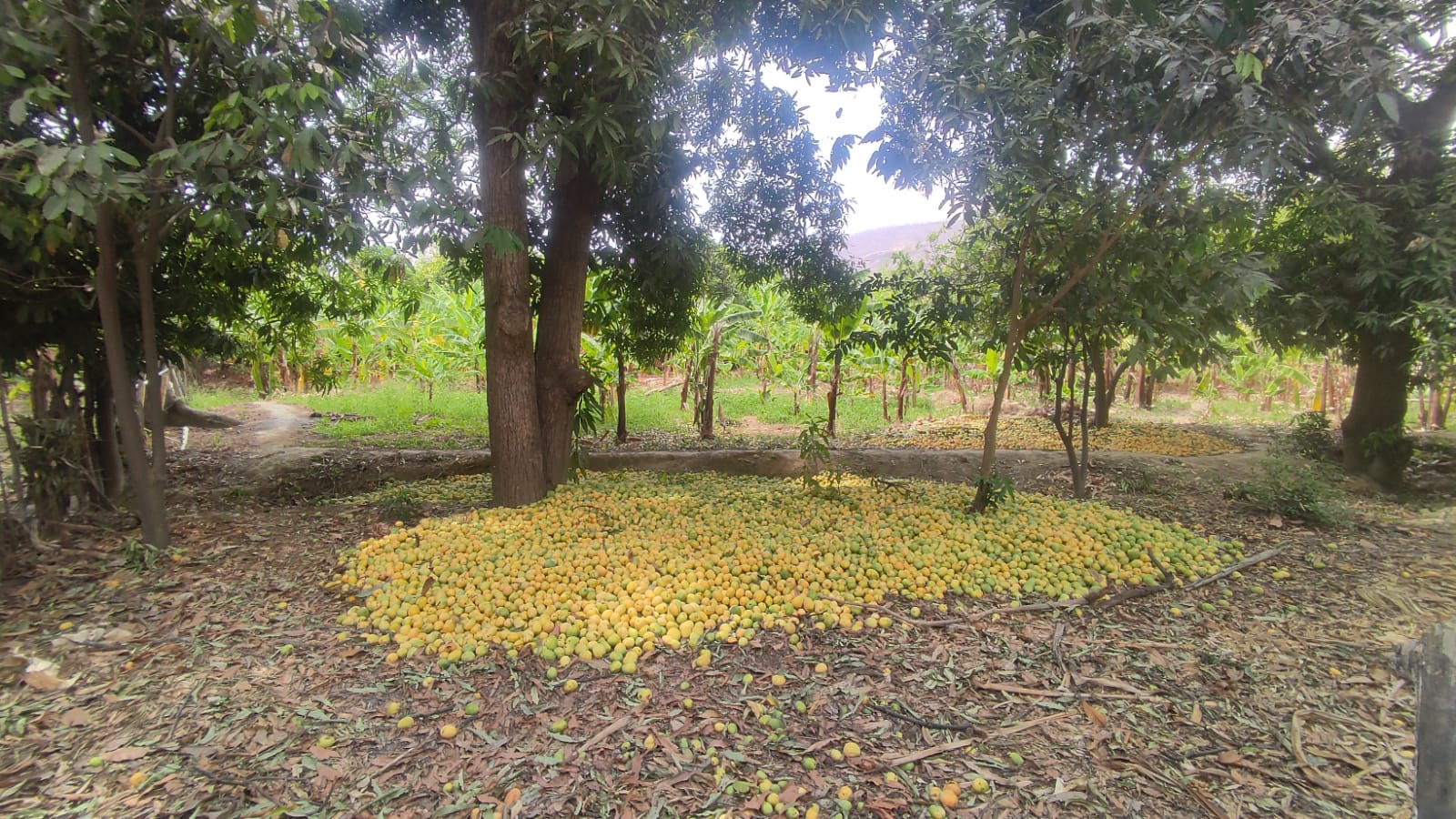
Mangos

Para llegar a La Pareja, hay que cruzar el río La Pareja a la altura del caserío Bado de Garzas. Los pobladores suelen bajar al río en épocas calurosas para darse buenos chapuzones con la fresca agua y disfrutar del hermoso paisaje que se viste de verde en épocas de lluvia.

## Dotor
En el distrito de Bigote se encuentra el pueblo de Dotor, pueblo de agricultores. Según lo narrado por Isabel Portocarrero, el pueblo de Dotor se le denominó ese nombre, ya que en aquellos años 1910 eran una hacienda y existía un colca donde llegaban los médicos traídos por el hacendado para atender a los campesinos, pero los campesinos no podían pronunciar el nombre de doctor, si no ellos decían vamos al "dotor" y desde esos entonces se quedó con el nombre de Dotor.

## Autoridades

### Municipales
- 2023 - Actualidad[4]
  - Alcalde: Víctor Raúl Jiménez Espinoza, de Región para Todos
  - Regidores:

  1. Dina García Gonzales (Región para Todos)
  2. Edhin Stip Montalban Tamariz (Región para Todos)
  3. Emerita Huancas Ojeda (Región para Todos)
  4. Natividad Bruno Huamán  (Región para Todos)
  5. Pedro Ypanaqué Cruz (Partido Democrático Somos Perú)

Alcaldes anteriores
- 2019 - 2022[5]
  - Alcalde: José Armando López García, del Movimiento Independiente Fuerza Regional.
  - Regidores: José Josver Varillas Portocarrero (FR), Wilmer Neira Peña (FR), Maryuri Chinguel Rivera (FR), Avelina Córdova Huamán (FR), Ovando Espinoza Núñez (RPT).
- 2015-2018[6]
  - Alcalde: Aldo Erick Álvarez Ocaña, del Partido Democrático Somos Perú (SP).
  - Regidores: Pedro Miguel Flores Hidalgo (SP), Agustín Guerrero Herrera (SP), María Tempora Yarlequé Ipanaqué (SP), Medaly Rrudy Solano Garavito (SP), Andrés Guevara Huamán (Fuerza Regional).
- 2011-2014[7]
  - Alcalde: Aldo Erick Álvarez Ocaña, del Partido Democrático Somos Perú (SP).
  - Regidores:  Pedro Miguel Flores Hidalgo (SP), Segundo Domingo Valdiviezo Jiménez (SP), Aniano Meléndez Suárez (SP), Josefina Peña Salvador (SP), Jaime Augusto Cienfuegos Huertas (Unidos Costruyendo).
- 2007-2010
  - Alcalde: José Santos Ordinola Atoche.

### Policiales
- Comisaría PNP
  - Comisario: SS PNP Ernesto Lamadrid Visueta.

### Religiosas
- Diócesis de Chulucanas[8]
  - Obispo: Mons. Daniel Thomas Turley Murphy (OSA).[9]
- Parroquia
  - Párroco: Pbro.

## Festividades
- San Juan
- Virgen del Carmen y San Martín de Porres